# Brachyphylla
Sous-famille
Genre
Brachyphylla est un genre de chauves-souris frugivores endémiques des Antilles.
Il comporte deux espèces Brachyphylla cavernarum que l'on retrouve dans les petites Antilles et Brachyphylla nana que l'on rencontre dans les grandes Antilles.
Brachyphylla est l'unique genre de la sous-famille des Brachyphyllinae.

## Liste des espèces
- Brachyphylla cavernarum Gray, 1834 - chauve souris à tête de cochon, guimbo
- Brachyphylla nana Miller, 1902